# 2021-es MTV Movie & TV Awards
A 2021-es MTV Movie & TV Awards díjátadó ünnepségét 2021. május 16-án tartották, a Los Angeles-i Hollywood Palladiumban, Leslie Jones vezetésével és másnap került adásba a tévébe, Nikki Glasser pedig a MTV Movie & TV Awards: Unscripted vezette. Az időpontot 2021. március 11-én jelentették be. 2020-ban a koronavírus miatt elmaradt.

## Díjazottak és jelöltek
A jelöltek teljes listáját 2021. április 19-én hozták nyilvánosságra.
A nyertesek a táblázat első sorában, félkövérrel vannak jelölve.

### Szkriptelt díjak
| Legjobb film | Legjobb sorozat |
| --- | --- |
| - A fiúknak – Örökkön örökké - Borat utólagos mozifilm - Júdás és a Fekete Messiás - Ígéretes fiatal nő - Lelki ismeretek | - WandaVision - A fiúk - A Bridgerton család - Cobra Kai - Emily Párizsban |
| Legjobb színész filmben | Legjobb színész sorozatban |
| - Chadwick Boseman – Ma Rainey: A blues nagyasszonya - Sacha Baron Cohen – A chicagói 7-ek tárgyalása - Daniel Kaluuya – Júdás és a Fekete Messiás - Carey Mulligan – Ígéretes fiatal nő - Zendaya – Malcolm és Marie              | - Elizabeth Olsen – WandaVision - Michaela Coel – Tönkretehetlek - Emma Corrin – A Korona - Elliot Page – Az Esernyő Akadémia - Anya Taylor-Joy – A vezércsel |
| Leghumorosabb alakítás | Legjobb hős |
| - Leslie Jones – Amerikába jöttem 2. - Eric Andre – Ugratások filmje - Annie Murphy – Schitt's Creek - Issa Rae – Bizonytalan - Jason Sudeikis – Ted Lasso                                                                         | - Anthony Mackie – A Sólyom és a Tél Katonája - Gal Gadot – Wonder Woman 1984 - Pedro Pascal – The Mandalorian - Teyonah Parris – WandaVision - Jack Quaid – A fiúk |
| Legjobb gonosz | Legjobb csók |
| - Kathryn Hahn – WandaVision - Aya Cash – A fiúk - Giancarlo Esposito – The Mandalorian - Nicholas Hoult – Nagy Katalin – A kezdetek - Ewan McGregor – Ragadozó madarak (és egy bizonyos Harley Quinn csodasztikus felszabadulása) | - Chase Stokes és Madelyn Cline – Outer Banks - Jodie Comer és Sandra Oh – Megszállottak viadala - Lily Collins és Lucas Bravo – Emily Párizsban - Maitreyi Ramakrishnan és Jaren Lewison – Én még sosem... - Regé-Jean Page és Phoebe Dynevor – A Bridgerton család                                                      |
| Legjobb szarrá ijedt alakítás | Legjobb harc |
| - Victoria Pedretti – A Bly-udvarház szelleme - Simona Brown – Ne higgy a szemének! - Elisabeth Moss – A láthatatlan ember - Jurnee Smollett – Lovecraft Country - Vince Vaughn – Freaky                                           | - Elizabeth Olsen vs. Kathryn Hahn – WandaVision - A végső csata – Ragadozó madarak (és egy bizonyos Harley Quinn csodasztikus felszabadulása) - A végső csata – Cobra Kai - Erin Moriarty, Dominique Mc Elligott, Karen Fukuhara vs. Aya Cash – A fiúk - A végső csata vs. Ciarán Hinds – Zack Snyder: Az Igazság Ligája |
| Áttörő előadás | Legjobb duó |
| - Regé-Jean Page – A Bridgerton család - Maria Bakalova – Borat utólagos mozifilm - Antonia Gentry – Ginny és Georgia - Paul Mescal – Normális emberek - Ashley Park – Emily Párizsban                                             | - Sebastian Stan és Anthony Mackie – A Sólyom és a Tél Katonája - Kristen Wiig és Annie Mumolo – Barb and Star Go To Vista Del Mar - Sacha Baron Cohen és Maria Bakalova – Borat utólagos mozifilm - Pedro Pascal és Grogu – The Mandalorian - Lily Collins és Ashley Park – Emily Párizsban                              |
| Legjobb zenés jelenet | |
| - Julie and the Phantoms - Black is King - A Bridgerton család - Cobra Kai - Szerelem és szörnyek - A csókfülke 2. - A fiúknak – Örökkön örökké - WandaVision - Farah kisasszony                                                   | |

### Nem szkriptelt díjak
| Legjobb zenés dokumentumfilm | Legjobb reality |
| --- | --- |
| - BTS – Break the Silence: The Movie - Ariana Grande: Excuse Me, I Love You - Framing Britney Spears - The Bee Gees: How Can You Mend a Broken Heart - Biggie: Van egy sztorim - Billie Eilish: Kicsit homályos a világ - Demi Lovato: Dancing with the Devil - Tina - Shawn Mendes: In Wonder - Taylor Swift: Miss Americana              | - Jersey Shore: Családi vakáció - A fedélzet alatt a Földközi-tengeren - Black Ink Crew: New York - A csillogás birodalma - Love & Hip Hop: Atlanta                            |
| Legjobb randi műsor | Legjobb realty szereposztás |
| - The Bachelorette - Három hónap múlva esküvő! - Ex On The Beach - Vak szerelem - Ready to Love | - RuPaul - Drag Queen leszek! - Három hónap múlva esküvő! - Jersey Shore: Családi vakáció - Love & Hip Hop: Atlanta - Nem átlagos feleségek – Atlanta                          |
| Legjobb verseny sorozat | Legjobb életmód műsor |
| - RuPaul - Drag Queen leszek! - The Challenge - The Circle - Legendary - The Masked Singer | - Ezt jól kisütöttük! - Deliciousness - Fixer Upper: Welcome Home - Vágjunk bele! - Meleg szemmel                                                                              |
| Legjobb új nem szkriptelt sorozat | Legjobb beszélgetős műsor |
| - Selena + Chef - A csillogás birodalma - Cardi Tries - The Real Housewives of Salt Lake City - VH1 Family Reunion: Love & Hip Hop Edition | - The Daily Show with Trevor Noah - The Breakfast Club - A Little Late with Lilly Singh - Red Table Talk - Watch What Happens Live with Andy Cohen                             |
| Legjobb gameshow | Legjobb műsorvezető |
| - Impractical Jokers - Tűzforró talaj - Kids Say the Darndest Things - Röhej - Wild 'n Out | - RuPaul – RuPaul - Drag Queen leszek! - Nicole Byer – Ezt jól kisütöttük! - Rob Dyrdek – Röhej - Tiffany Haddish – Kids Say the Darndest Things - T. J. Lavin – The Challenge |
| Áttörő szociális sztár | Legjobb dokumentum sorozat |
| - Bretman Rock - Charli D’Amelio - Jalaiah Harmon - Addison Rae - Rickey Thompson | - Kamureg - Evil Lives Here - Éjszakai vadász: Hajsza egy sorozatgyilkos után - Tigrisvilág - Megoldatlan rejtélyek                                                            |
| Legjobb nem szkriptelt harc | Legmémesebb jelenet |
| - Kourtney Kardashian vs. Kim Kardashian – A Kardashian sztori - Chrishell Stause vs. Christine Quinn – Hollywoodi ingatlanosok - Jackie Goldschneider vs. Teresa Giudice – The Real Housewives of New Jersey - Kandy Muse vs. Tamisha Iman – RuPaul – Drag Queen leszek: A színfalak mögött - Law Roach vs. Dominique Jackson – Legendary | - Love Island (Egyesült Királyság) - Acapulco Shore - Geordie Shore - Ezt jól kisütöttük! Mexikó - RuPaul's Drag Race UK                                                       |

### Comedic Genius Award
- Sacha Baron Cohen[4]

### MTV Generation Award
- Scarlett Johansson[5]

### MTV Reality Royalty Lifetime Achievement
- Jersey Shore: Családi vakáció[6]

## Statisztika

### Egynél több jelöléssel bíró filmek
- 3 jelölés: Borat utólagos mozifilm
- 2 jelölés: Ragadozó madarak (és egy bizonyos Harley Quinn csodasztikus felszabadulása), Júdás és a Fekete Messiás, A fiúknak – Örökkön örökké, Ígéretes fiatal nő

### Egynél több jelöléssel bíró sorozatok
- 6 jelölés: WandaVision
- 4 jelölés: A fiúk, A Bridgerton család
- 3 jelölés: Cobra Kai, Emily Párizsban, The Mandalorian, RuPaul - Drag Queen leszek!
- 2 jelölés: Három hónap múlva esküvő!, Jersey Shore: Családi vakáció, Kids Say the Darndest Things, Legendary, Love & Hip Hop: Atlanta, Ezt jól kisütöttük!, Röhej, The Challenge, The Falcon and the Winter Soldier